# Lotnica zyska
Lotnica zyska (Aglia tau) – należy do motyli nocnych – ciem z rodziny pawicowatych. Zasiedla lasy liściaste i mieszane – głównie buczyny.

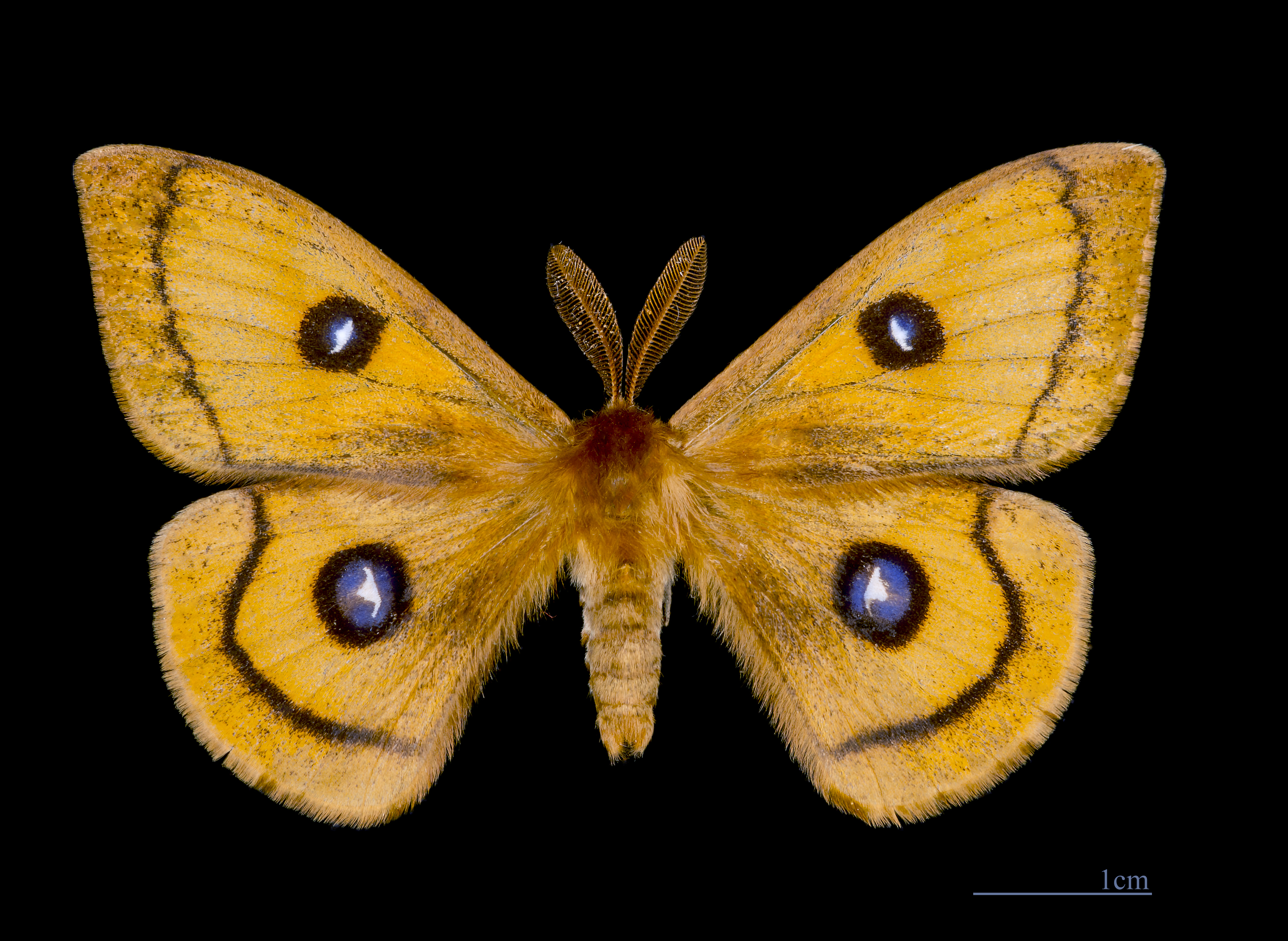
♂
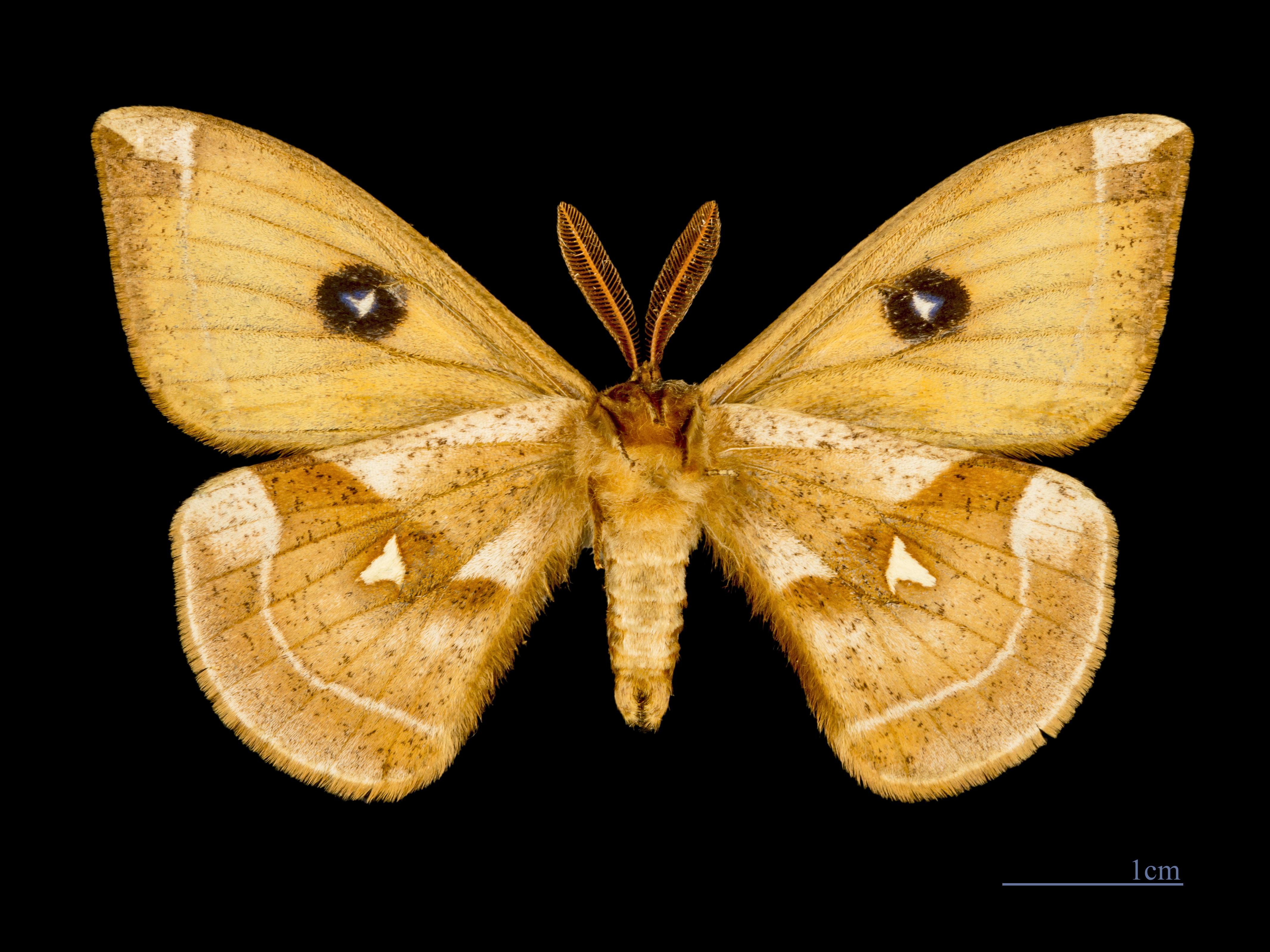
♂ △
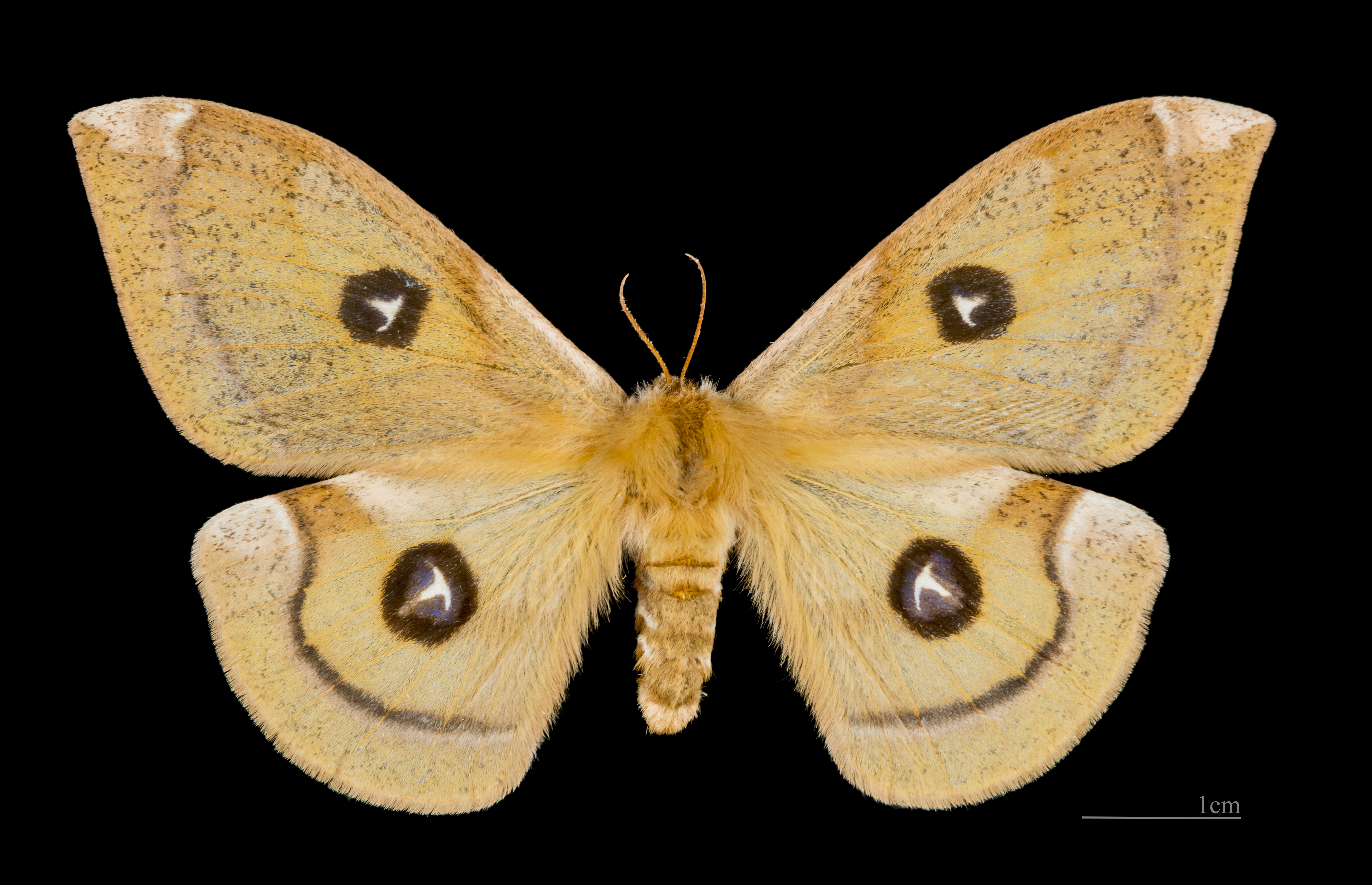
♀
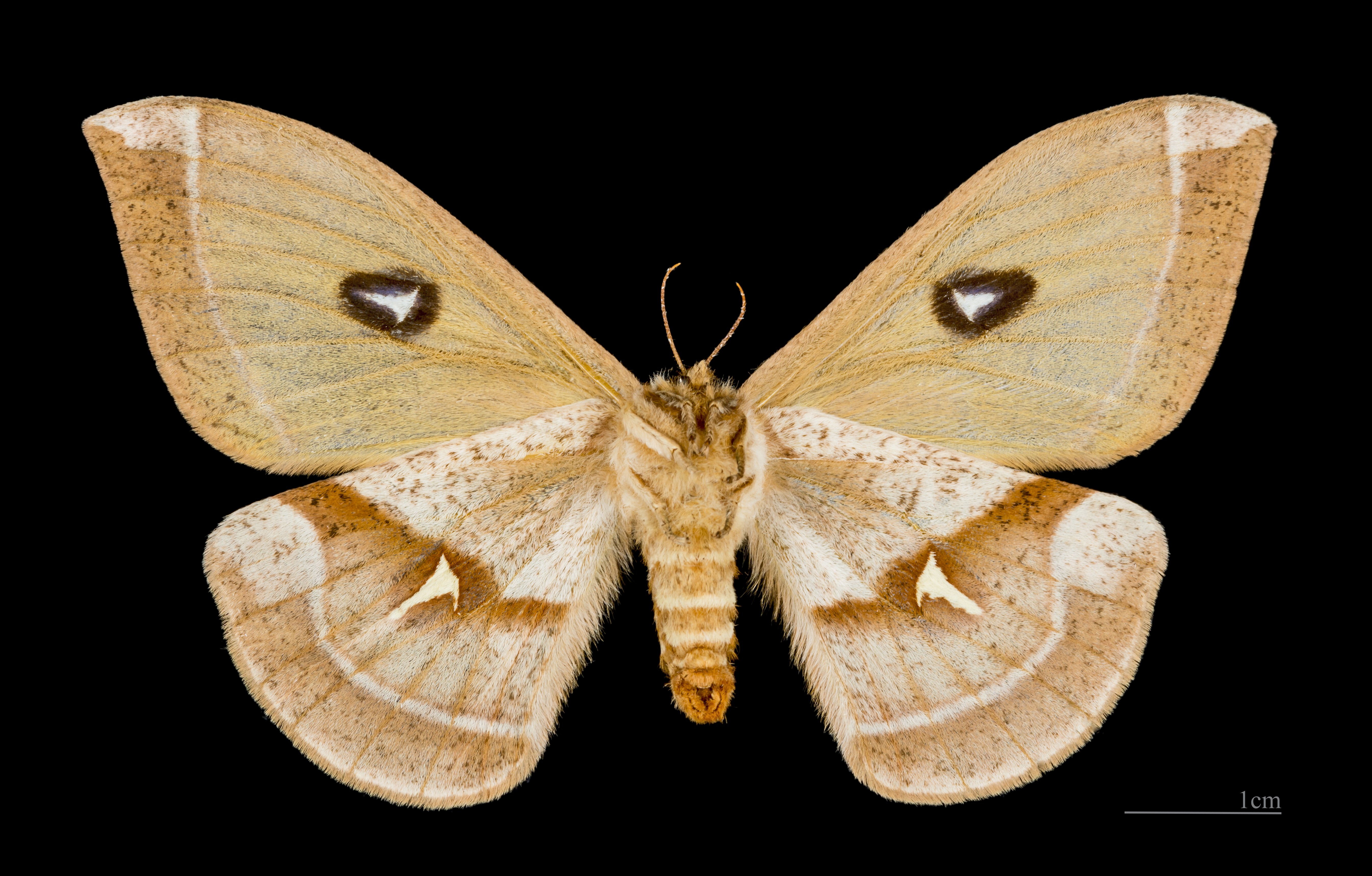
♀ △

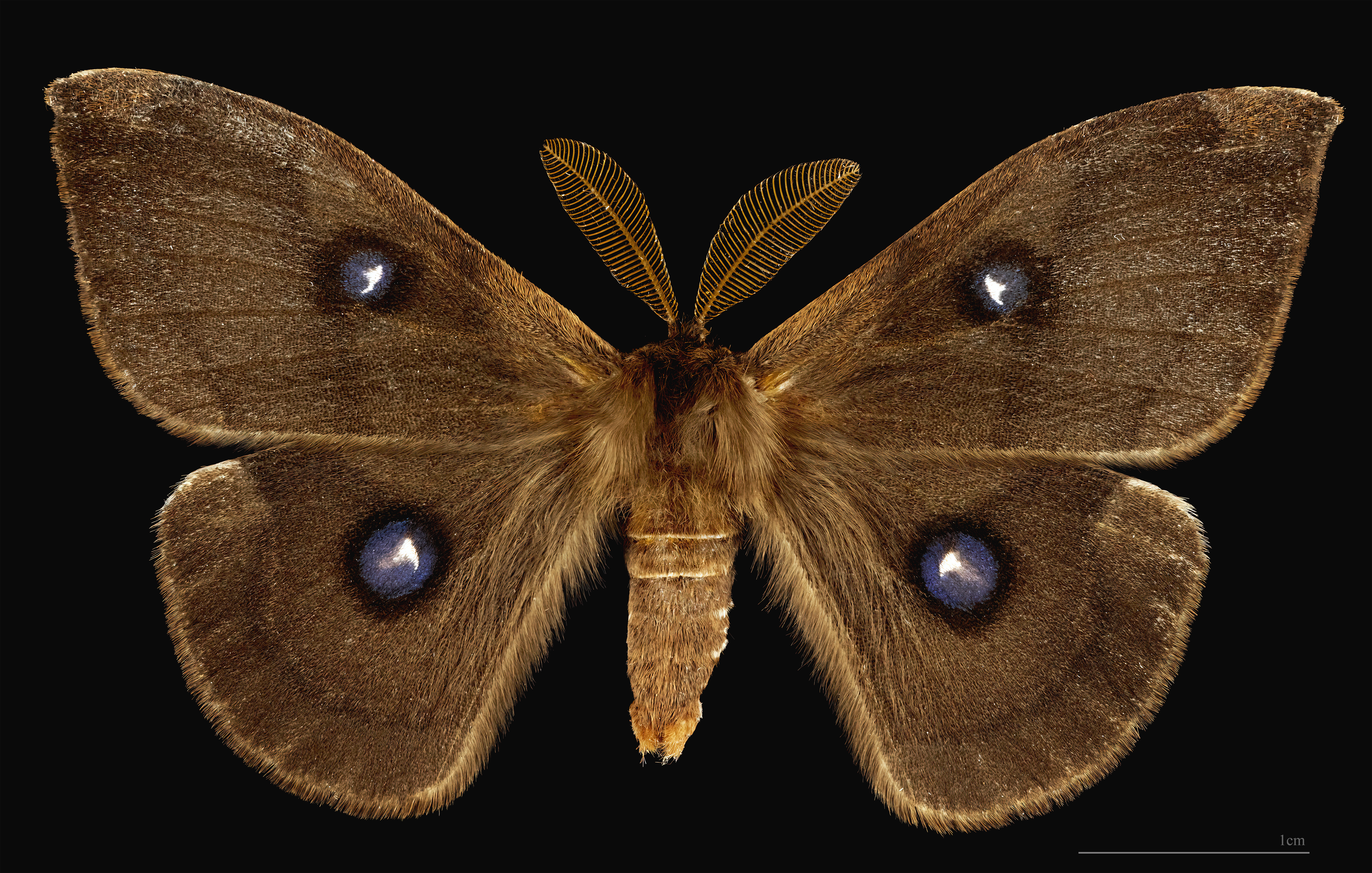
♂
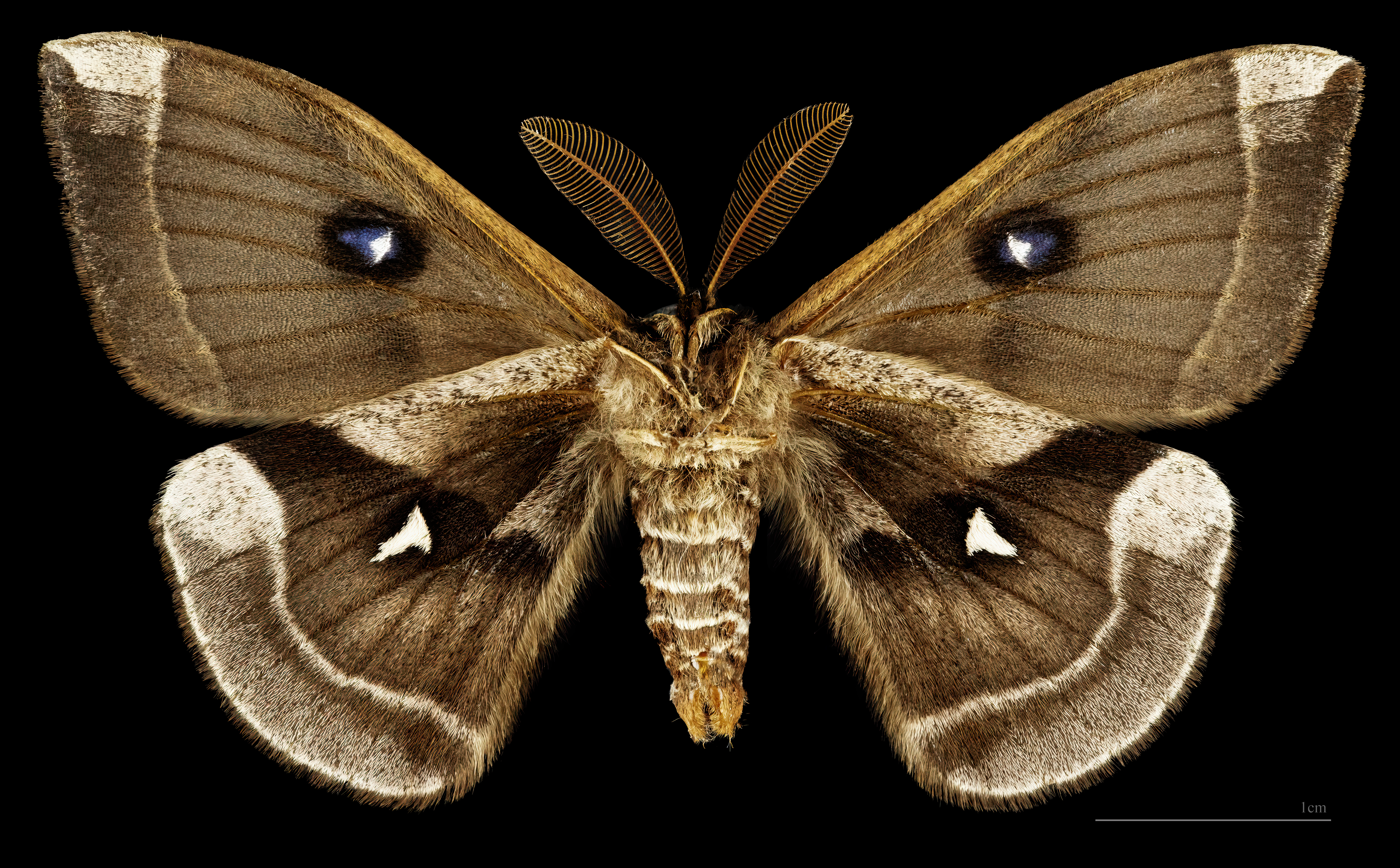
♂ △
♀
♀ △

Aglia tau
Aglia tau f. melaina

## Nazwa
Epitet gatunkowy od białej greckiej litery τ widniejącej na niebieskich plamach na skrzydłach I i II pary.